# Pop (Pakistan)
Pop è un'emittente televisiva pakistana, in chiaro, rivolta ad un pubblico di bambini. Si tratta della versione locale dell'omonima emittente presente in Regno Unito e Irlanda. È stata lanciata il 3 giugno 2018 ed è disponibile in HD su Paksat-1R e Apstar-7.

## Storia
Pop è già presente in Regno Unito e Irlanda a partire dal 1º ottobre 2002, quando debuttò con il nome Toons and Tunes. In Pakistan l'emittente viene lanciata il 3 giugno 2018 trasmettendo cartoni animati e serie TV principalmente in urdu e inglese. Da marzo 2020 è disponibile in alta definizione.

## Palinsesto

### Attuale
- Alvinnn!!! e i Chipmunks
- Gli orsetti del cuore - Benvenuti a Tantamore
- Big Top Academy
- Winx Club
- LEGO Ninjago
- Littlest Pet Shop
- My Little Pony - L'amicizia è magica
- Transformers: Cyberverse
- Barbie Dreamhouse Adventures
- Grizzy e i lemming - Pelosi e dispettosi
- Trolls - La festa continua!

### Precedente
- 44 gatti
- LEGO Nexo Knights
- Talking Tom and Friends
- Pokémon Journeys: The Series
- Dragon Ball Super
- Spirit: Avventure in libertà
- Captain Flinn And The Pirate Dinosaurs
- Power Rangers Beast Morphers
- Sonic Boom
- LEGO Elves